# ジマニ・カザミラ
ジマニ・デイヴィッド・カザミラ（Zimani David Kadzamira、1941年7月1日 - ）はマラウイの大学教授、公務員、外交官である。2009年現在、マラウイ大学副学長を務めている。

## 若年期から学生時代
カザミラは、1941年にローデシア共和国のソールズベリー（現在はジンバブエ共和国の首都であるハラレ）に生まれた。小学校と中学校の途中までをローデシア共和国で通い、中学校の後半と高校はニアサランド (現在のマラウイ) の学校に通った。その後、アメリカ合衆国へ留学し、1964年にプリンストン大学で政治学の学位を取得。さらに、マンチェスター大学大学院において1974年に政治・政策研究の博士号（doctorate in government）を得た。

## 大学教員
カザミラは1966年にマラウイ大学へ助講師として採用され、その後正教授を経て最終的にマラウイ大学チャンセラー校の学長となった。

## 公務員
カザミラは、キャリアを通じて幾度かマラウイ政府における国際間の仕事に従事している。これまでに、1987年から1992年にはアフリカ最高スポーツ会議（SGSA）のZone VIIの委員、1990年から1995年には世界魚類センター評議員、1992年から1994年には初代の駐日本大使を務めた。また、2007年2月にはアフリカ全域の研究教育機関をつなぐNational Research and Education Networks（NRENs）の高速インターネットを主唱する、UbuntuNet Alliance for Research and Education Networking の議長に任命された。